# Juan Diego Flórez
Juan Diego Flórez (Lima, 13 januari 1973) is een Peruaanse opera-tenor, in het bijzonder bekend vanwege zijn rollen in belcanto-opera’s. Op 4 juni 2007 ontving hij de hoogste onderscheiding van zijn land, de Gran Cruz de la Orden del Sol del Perú, het Grootkruis in de Orde van de Zon.

## Biografie

### Beginjaren
Juan Diego Flórez werd geboren in Lima (Peru), waar zijn vader, Rubén Flórez, een bekende gitarist en zanger was van Peruaanse populaire en criolla-muziek. In een vraaggesprek in de Peruaanse krant Ojo vertelde Flórez over zijn kinderjaren toen zijn moeder een pub met livemuziek leidde en hij werkte als inval-zanger steeds wanneer de belangrijkste attractie zich ziek meldde. "Het was een geweldige ervaring voor mij, aangezien de meeste klanten van de pub van een zekere leeftijd waren, zodat ik bereid moest zijn alles te zingen, van huaynos tot Elvis Presley-muziek en volgens mij hielp me dat enorm omdat uiteindelijk elke muziek die goed in elkaar zit – of dat nou jazz, opera of pop is – goede muziek is".
Omdat hij aanvankelijk een carrière in de populaire muziek beoogde, trad hij op de leeftijd van zeventien jaar toe tot het Conservatorio Nacional de Música in Lima. Zijn klassieke stem bleek in de loop van zijn studie daar onder Maestro Andrés Santa María. In deze tijd werd hij lid van de Coro Nacional van Peru en zong hij als solist in Wolfgang Amadeus Mozarts Krönungsmesse en Gioacchino Rossini's Petite Messe Solennelle.
Hij ontving een beurs voor het Curtis Institute of Music in Philadelphia, waar hij studeerde van 1993 tot 1996 en begon met het zingen in studenten-operaproducties in het repertoire dat nog steeds zijn specialiteit vormt: de belcanto-opera's van Rossini, Bellini en Donizetti. In deze periode studeerde hij ook bij Marilyn Horne aan de Music Academy of de West in Santa Barbara. In 1994 nodigde de Peruaanse tenor Ernesto Palacio hem uit naar Italië om mee te werken aan een opname van Vicente Martín y Solers opera Il Tutore Burlato. Hij werd vervolgens Flórez' leraar, mentor en manager en heeft een grote invloed op zijn carrière gehad.

### 1996 – heden
Flórez' eerste grote doorbraak en beroepsdebuut kwam in 1996, aan het Rossini Festival in de Italiaanse stad Pesaro, Rossini's geboorteplaats. Op de leeftijd van 23 jaar viel hij in om de leidende tenorrol in Matilde di Shabran over te nemen toen Bruce Ford ziek werd. Hij maakte zijn debuut aan het Teatro alla Scala in hetzelfde jaar als de Chevalier danois in Glucks Armide. Zijn debuut aan Covent Garden volgde in 1997, waar hij de rol zong van Conte Potoski in de wereldpremière van Donizetti's Elisabetta. Debuten volgden aan de Wiener Staatsoper in 1999 als Conte Almaviva in Il barbiere di Siviglia en aan de Metropolitan Opera in New York in 2002, wederom als Conte Almaviva. Op 2 februari 2007, de openingsavond van Donizetti's La fille du régiment aan het Teatro alla Scala, brak Flórez de 74 jaar oude traditie van het theater om geen encores te geven toen hij "Ah! mes amis" bisseerde met zijn negen hoge C’s volgend op een "overweldigende" ovatie van het publiek. Hij herhaalde deze solo-encore aan aan de Metropolitan Opera op 21 april 2008, waarmee hij de eerste zanger was die dit daar deed sinds 1994.
Flórez is ook actief op de concertpodiums van Europa, Noord-Amerika en Zuid-Amerika. Onder de vele locaties waar hij concerten en recitals heeft gegeven zijn de Wigmore Hall in Londen, het Théâtre des Champs-Élysées in Parijs, het Lincoln Center en de Carnegie Hall in New York, het Palau de la Música in Barcelona, het Teatro Segura in Lima en het Mozarteum in Salzburg. In een afwijking van zijn gebruikelijke repertoire zong hij "You'll Never Walk Alone" van de Broadway-musical Carousel op het Berlijnse Live 8-concert in 2005.
Hij is opgemerkt door Decca in 2001 en heeft sindsdien zes solo-recital-cd’s uitgegeven op het Decca-label:
1. Rossini Arias, dat de Cannes Classical Award van 2003 won;
2. Una furtiva lagrima, dat de Cannes Classical Award van 2004 won;
3. Great Tenor Arias dat de Echo Klassik award van 2005 won voor het beste aria’s- en duettenrecital;
4. Sentimiento Latino;
5. Arias for Rubini en
6. Bel Canto Spectacular.

Naast zijn officiële discografie zijn bijna al zijn beroepsmatig uitgevoerde rollen bewaard gebleven in radio-uitzendingen, en vele ook in televisie-uitzendingen.
Flórez huwde de in Duitsland geboren Julia Trappe in een besloten burgerlijke plechtigheid op 23 april 2007 in Wenen. Er was een godsdienstige plechtigheid in de Basilicakathedraal in Lima op 5 april 2008, die werd bijgewoond door enige van Peru's grootste beroemdheden, waaronder president Alan García en auteur Mario Vargas Llosa.

### Prijzen en onderscheidingen
Juan Diego Flórez is door zijn geboorteland bekroond met verschillende prijzen en onderscheidingen. In mei 2004 ontving hij de Orden al Mérito Cultural de Lima van de burgemeester van Lima, de Orden al Mérito por servicios distinguidos en el grado de Gran Cruz van president Alejandro Toledo en kreeg hij een eredoctoraat aan de universiteit San Martín de Porres. Op 29 november 2004 verscheen hij op de 2-sol-postzegel, deel van een serie van vijf postzegels ter ere van hedendaagse Peruaanse musici. Het is hoogst ongebruikelijk voor een levende operazanger in zijn land om aldus te worden onderscheiden, zeker zo jong (Flórez was toen 31 jaar). Op 4 juni 2007 ontving hij het hoogste ereteken van zijn land, de Gran Cruz de la Orden El Sol del Perú, van president Alan García.
Van de klassieke-muziek-wereld heeft hij ontvangen:
1. de Premio Abbiati 2000 (toegekend door Italiaanse critici voor de beste zanger van het jaar);
2. de Rossini d'oro;
3. de Bellini d'oro;
4. de Premio Aureliano Pertile;
5. de Tamagno Prijs; en
6. de L'Opera-prijs (Migliore Tenore) voor zijn uitvoering in 2001 van La sonnambula aan het Teatro alla Scala.

## Stem
Flórez heeft een tenore leggiero -stem van uitzonderlijke schoonheid die, hoewel niet groot van omvang, hoorbaar is in zelfs de grootste zalen dankzij het overwicht van hoge frequenties in zijn harmonische structuur. Zijn omvang is twee octaven, tot en met de hoge D (een voorbeeld van een hoge Es bestaat alleen in een aria van Bellini - "All’udir de padre afflito" - op de cd Bel Canto Spectacular); het hogere gedeelte van zijn bereik is in het bijzonder sterk en stralend, met nagenoeg geen gevoel van inspanning, terwijl de laagste noten tamelijk zacht en dun van toon zijn. Het hoofd- en borstregister zijn volmaakt geïntegreerd, met een niet hoorbare breuk in het passaggio. Zijn adembeheersing is vlekkeloos, hetgeen het hem mogelijk maakt de langste frases te zingen met schijnbaar gemak. De versieringen van het belcanto, waaronder de triller, worden goed uitgevoerd, en stijlfouten zoals opdringerige spiriti over het algemeen geschuwd. Wellicht het kenmerkendste technische kunnen is het vermogen van de zanger van coloratura tot een graad die waarschijnlijk niet is bereikt door enige andere tenor van wie opnames bestaan (behalve Hermann Jadlowker), en wat het best tot zijn recht komt in zijn Idreno (Semiramide) en Corradino (Matilde di Shabran).
Als Tonio in La fille du régiment wist Flórez in een uitvoering in Covent Garden in 2009 de drie opeenvolgende hoge C'ees in "Ah! mes amis, quel jour de fête!" te halen. Daarmee evenaarde hij de prestatie van Luciano Pavarotti. Onder groot enthousiasme van het publiek wist Flórez tijdens twee voorstellingen zelfs een encore van de aria, bijgenaamd de "Mount Everest van de opera" tot een goed einde te brengen.

## Rollen gezongen op het toneel
Vincenzo Bellini
- I Capuleti e i Montecchi - Tebaldo (studentenuitvoering)
- I puritani - Arturo
- La sonnambula - Elvino

Gaetano Donizetti
- Don Pasquale - Ernesto
- Elisabetta - Conte Potoski (concertuitvoering)
- L'elisir d'amore - Nemorino
- La fille du régiment - Tonio
- Maria Stuarda - Leicester

Christoph Willibald Gluck
- Armide - Le chevalier danois
- Orphée et Eurydice - Orphée (concertuitvoering)

Franz Lehár
- Die lustige Witwe - Camille de Roussillon (studentenuitvoering)

Martín y Soler
- Il tutore burlato - Anselmo (concertuitvoering)

Giacomo Meyerbeer
- L'étoile du nord - Georges

Wolfgang Amadeus Mozart
- Le nozze di Figaro - Bartolo (studentenuitvoering)

Giovanni Paisiello
- Nina, o sia, la pazza per amore - Lindoro

Elena Firsova
- The Nightingale and the Rose - De student (studentenuitvoering)

Giacomo Puccini
- Gianni Schicchi - Rinuccio

Gioacchino Rossini
- Il barbiere di Siviglia - Conte di Almaviva
- La Cenerentola - Don Ramiro
- L'italiana in Algeri - Lindoro
- Matilde di Shabran - Corradino
- Il Signor Bruschino - Florville
- Semiramide - Idreno
- Le comte Ory - Comte Ory
- Otello - Rodrigo
- Il viaggio a Reims - Belfiore (studentenuitvoering) & Libenskof

Nino Rota
- Il cappello di paglia di Firenze - Fadinard

Johann Strauss jr.
- Die Fledermaus - Alfred (studentenuitvoering)

Giuseppe Verdi
- Falstaff - Fenton
- Rigoletto - Duco di Mantua

## Discografie

### Opera
- Alahor in Granata, Donizetti. Dirigent: Josep Pons, cd: Almaviva, 1999
- Il barbiere di Siviglia, Rossini. Dirigent: Ralf Weikert cd: Live-opname (1997), Nightingale Classics, 2004
- Il barbiere di Siviglia, Rossini. Dirigent: Gianluigi Gelmetti, dvd & blu-ray: Live-opname (2005), Decca, 2005
- La Cenerentola, Rossini. Dirigent: Carlo Rizzi, cd: Live-opname (2000), Rossini Opera Festival & Fondazione Cassa di Risparmio di Pesaro, 2001
- Le Comte Ory Rossini. Dirigent: Jesus Lopez-Cobos, cd: Live-opname (2003), Deutsche Grammophon, 2004
- Le Comte Ory Rossini. Dirigent: Maurizio Benini, dvd: Live-opname (2011), Virgin Classics, 2012
- Don Pasquale, Donizetti. Dirigent: Maurizio Benini, dvd: Live-opname (2006), Decca, 2007
- Don Pasquale, Donizetti. Dirigent: Nello Santi, dvd: Live-opname (2006), Decca 074 3202, 2007
- L'Étoile du Nord, Meyerbeer. Dirigent: Wladimir Jurowski, cd: Marco Polo, 1997
- Falstaff, Verdi. Dirigent: Riccardo Muti, dvd: Live-opname (2001), EuroArts, 2003
- La fille du régiment, Donizetti. Dirigent: Riccardo Frizza, dvd: Live-opname (2005), Decca, 2006
- La fille du régiment, Donizetti. Dirigent: Bruno Campanella, dvd: Live-opname (2007), Virgin Classics, 2008
- Matilde di Shabran, Rossini. Dirigent: Riccardo Frizza, cd: Live-opname (2004), Decca, 2006
- Mitridate, Mozart. Dirigent: Christophe Rousset, cd: Decca, 1999
- Nina o sia La pazza per amore, Paisiello. Dirigent: Riccardo Muti, cd: Ricordi, 2000
- Semiramide, Rossini. Dirigent: Marcello Panni, cd: Nightingale Classics, 2001
- La Sonnambula, Bellini. Dirigent: Alessandro de Marchi, cd: Decca (2008)
- Il Tutore Burlato, Martin y Soler. Dirigent: Miguel Harth-Bedoya, cd: Bongiovanni, 1995

### Oratorium en gewijde muziek
- Cantatas Vol.2, Rossini. Dirigent: Riccardo Chailly, cd: Decca, 2001
- Messa Solenne, Verdi. Dirigent: Riccardo Chailly, cd: Decca, 2000
- Stabat Mater, Rossini. Dirigent: Gianluigi Gelmetti, cd: Agora, 1998
- Le Tre Ore dell'Agonia del Nostro Signore Gesu Cristo, Niccolo Zingarelli. Dirigent: Pierangelo Pelucchi, cd: Agora, 1995

### Recital
- Canto al Peru (met Ernesto Palacio). Piano: Samuele Pala, cd: Bongiovanni, 1997
- Rossiniana. Dirigent: Manlio Benzi, cd: Agora, 1998
- Vesselina Kasarova Arias & Duets. Dirigent: Arthur Fagen, cd: RCA, 1999
- Rossini Arias. Dirigent: Riccardo Chailly, cd: Decca, 2002
- Una Furtiva Lagrima, Bellini, Donizetti. Dirigent: Riccardo Frizza, cd: Decca, 2003
- Great Tenor Arias, Verdi, Gluck, Rossini. Dirigent: Carlo Rizzi, cd: Decca, 2004
- Sentimiento Latino, Spanish & Latin American songs. Dirigent: Miguel Harth-Bedoya, cd: Decca, 2006
- Arias for Rubini, Bellini, Donizetti, Rossini. Dirigent: Roberto Abbado, cd: Decca 2007
- Bel Canto Spectacular, Bellini & Donizetti arias & duets. Dirigent: Daniel Oren, cd: Decca 2008